# Kaple Božího hrobu (Pičín)
Zaniklá Kaple Božího hrobu v Pičíně na Příbramsku se nacházela v obci v zaniklém poutním místě sv. Antonína Paduánského, přibližně 150 metrů jižně od kostela Narození Panny Marie.

## Historie
Historie kaple Božího hrobu je spjata se založením kláštera s ambity a kaplí zasvěcenou sv. Antonínu  Paduánskému v letech 1687–1691. Zakladatelem kláštera byl majitel Pičínského panství Jan Václav Ferdinand Dubský z Vitíněvsi.

### Kaple Božího hrobu
Kaple Božího hrobu byla přistavěna k severnímu ambitu poutního místa. Na dochovaném svatém obrázku sv. Antonína z Padovy v Pičíně je kaple zakreslena v podobě připomínající klasický tvar jeruzalémské kaple. Do kaple se vstupovalo z rajského dvora, podobně jako u poutního kostela Panny Marie Vítězné na Bílé hoře. Značně dimenzovaná baldachýnová edikula a slepá arkáda, probíhající po obvodu presbytáře, je znakem pro kaple postavené podle jeruzalémského vzoru. 

### Zánik
Za josefínských reforem byl roku 1786 klášter zrušen. Později zde byla cvočkařská dílna a roku 1912 byl areál zbořen.
Z klášterního areálu se dochovala barokní sloupová brána (1691), přenesená ke hřbitovu, a sochy sv. Jana Nepomuckého a sv. Antonína Paduánského z roku 1708. Existuje kolorovaná kreslená mapa Pičína z roku 1755 od V. Mathausera, kde je zachycen klášter a jeho poloha.

## Galerie

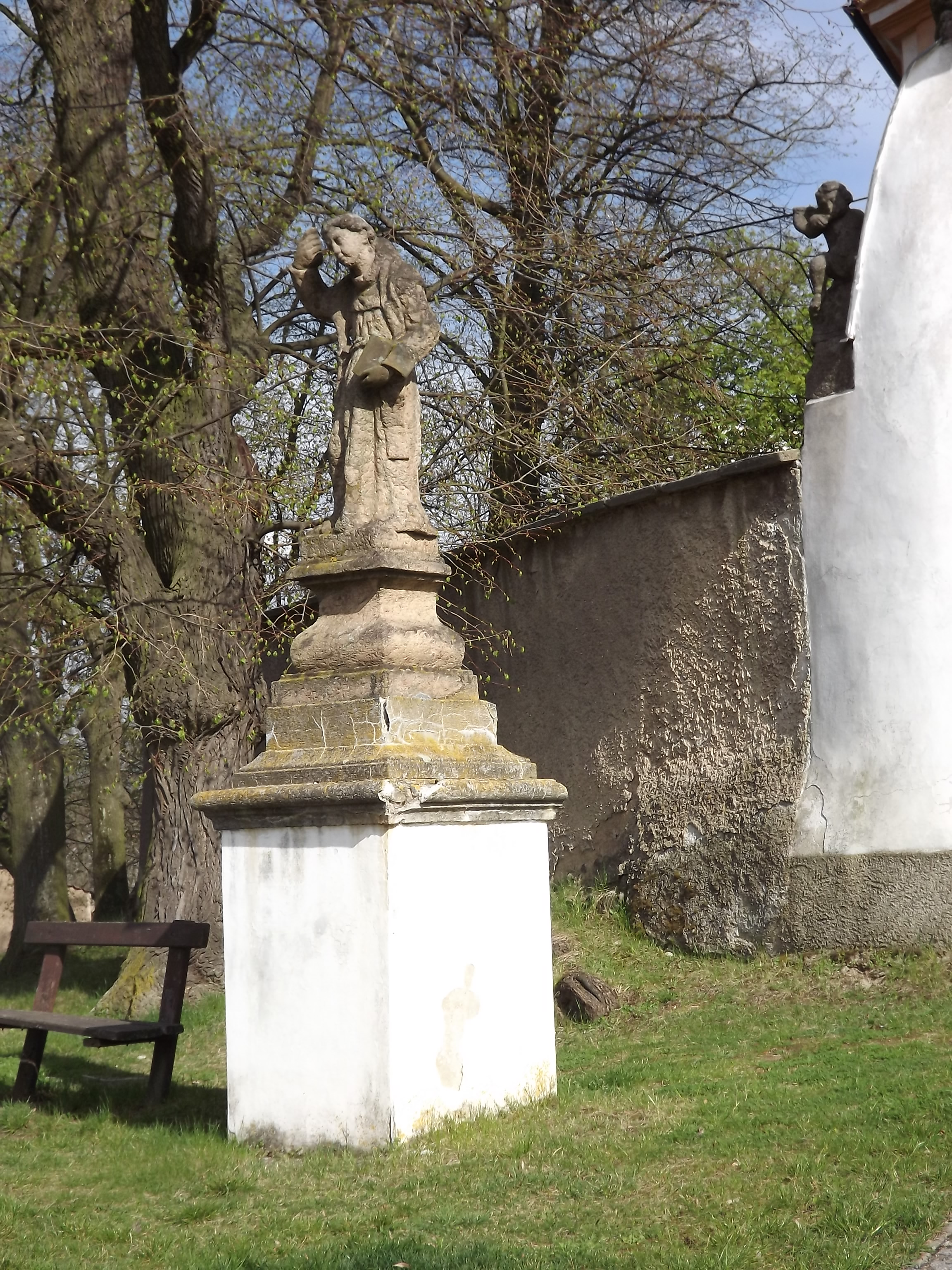
Socha svatého Antonína Paduánského, původně ze zaniklého kláštera a poutního místa
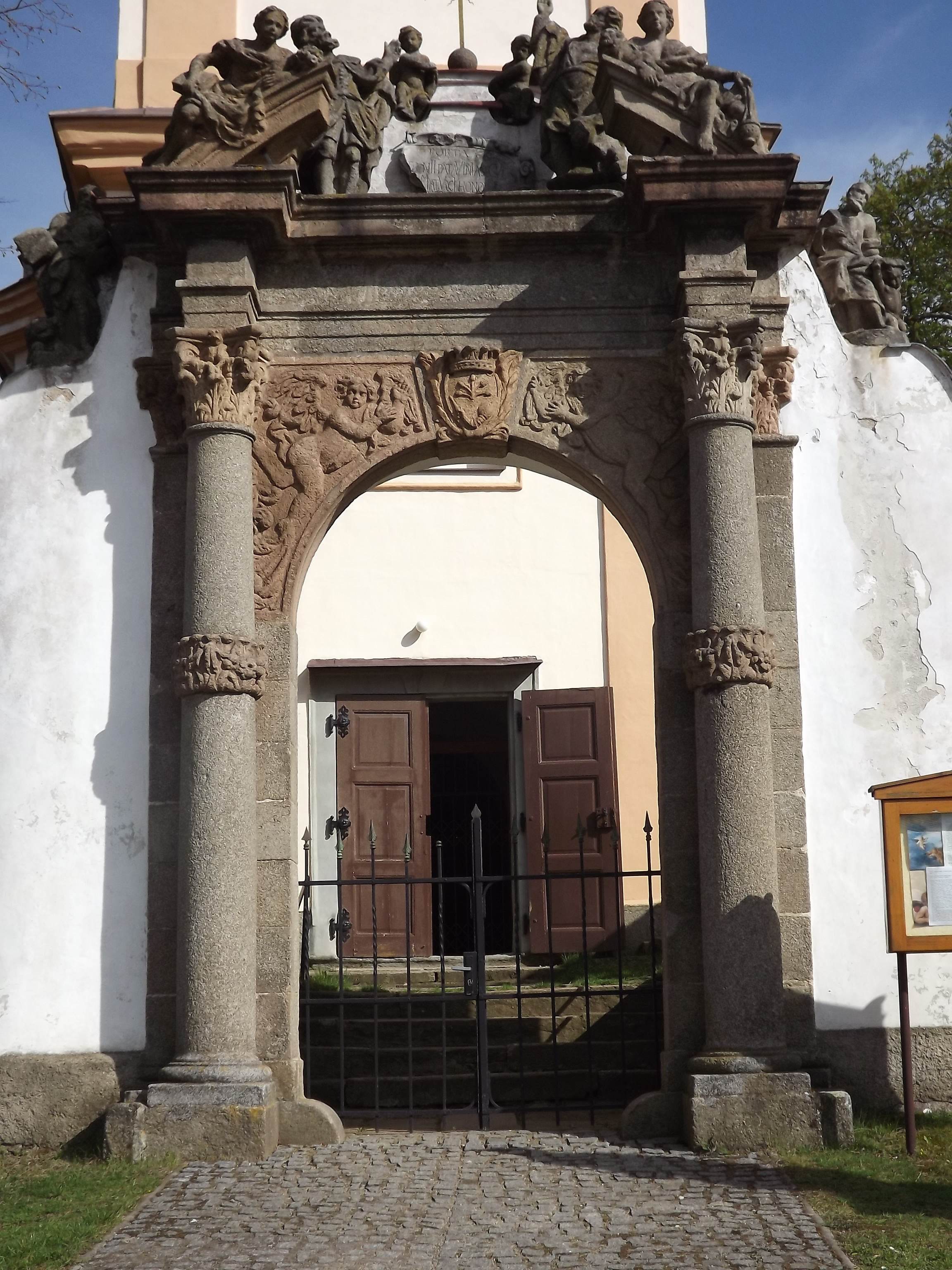
Barokní sloupová brána